# Пещера Пловцов
Пещера Пловцов — пещера в Египте с наскальной живописью эпохи неолита. Находится в Ливийской пустыне (северо-восточная часть Сахары, горы Гильф Кебир), на территории египетской мухафазы Вади-эль-Гедид, вблизи границы с Ливией.

## Описание
Возраст петроглифов пещеры оценивается примерно в 8 000 лет. Они изображают плавающих людей (из-за этого пещера и получила своё название).

## История
Пещера и её наскальные рисунки обнаружены в октябре 1933 года венгерским исследователем Ласло Альмаши. Он посвятил пещере пловцов главу в своей книге «Az ismeretlen Szahara» (англ. The Unknown Sahara, рус. Неизвестная Сахара), впервые опубликованной в 1934 году в Будапеште. В ней исследователь пришёл к выводу, что раньше климат в Сахаре был гораздо благоприятней, чем сейчас, и на её территории были водоёмы и могли жить люди.

## В культуре
Пещера Пловцов упоминается в романе Майкла Ондатже «Английский пациент», а также в его экранизации.